# Tanytarsus tika
Tanytarsus tika är en tvåvingeart som först beskrevs av Toureng 1975.  Tanytarsus tika ingår i släktet Tanytarsus och familjen fjädermyggor. Inga underarter finns listade i Catalogue of Life.